# Крузе, Кете
Ке́те Кру́зе, полное имя Катарина Йоханна Гертруд Зимон (нем. Katharina Johanna Gertrud Simon), 17 сентября 1883[…], Домброва, Опольское воеводство — 19 июля 1968[…], Мурнау-ам-Штаффельзе, Бавария) — немецкая актриса и художница, член Немецкого союза художников, получившая широкую известность как создательница детских кукол ручной работы.

## Биография
Кете (Катарина Симон), внебрачная дочь бухгалтера городского банка и портнихи, родившаяся 17 сентября 1883 года, росла в очень скромных условиях, её воспитывала мать-одиночка. С детства девочка проявляла интерес к разным видам искусства. После окончания школы она брала уроки театрального мастерства в Бреслау, а в 1900 году 17-летняя Кете подписала оплачиваемый контракт берлинского театра имени Лессинга, на сцене которого появлялась в главных ролях, участвовала в его гастролях как по Германии, так и за её пределами — в Варшаве, в Москве.
В 1902 году Кете познакомилась со своим будущим мужем скульптором, театральным художником, участником Берлинского сецессиона Максом Крузе, который был почти на 30 лет старше её. В декабре того же года у них родилась первая дочь Мария (домашнее имя Мимэрле), но оформлять семейные отношения Макс и Кете не спешили.
Когда Макс был загружен в Берлине заказами, он посоветовал Кете на период второй беременности переехать сначала в итальянскую Тоскану, а затем швейцарскую в Аскону, где в кантоне Тичино селились любители жизни на природе. Здесь в 1904 году родилась их вторая дочь София (Фифи).
Именно маленькие дети дали импульс новому проекту Кете Крузе. Трёхлетняя Мария, видя как мама постоянно возится с младшей сестрёнкой, захотела получить под Рождество собственную кукольную «дочку». Кете попросила Макса привезти ей такой подарок из Берлина. Но Макс ответил категоричным отказом: «в магазинах все куклы отвратительные, сшей сама». При этом он обозначил, какой хотел бы видеть самодельную куклу. По его словам, кукла должна быть «тёплой, мягкой и чуть-чуть тяжелой, как настоящий младенчик». Эти советы стали главными стимулами нового профессионального увлечения Кете Крузе. В 1905 году она создала свою первую куклу «ребёнок для ребёнка» (нем. Kind für ein Kind).

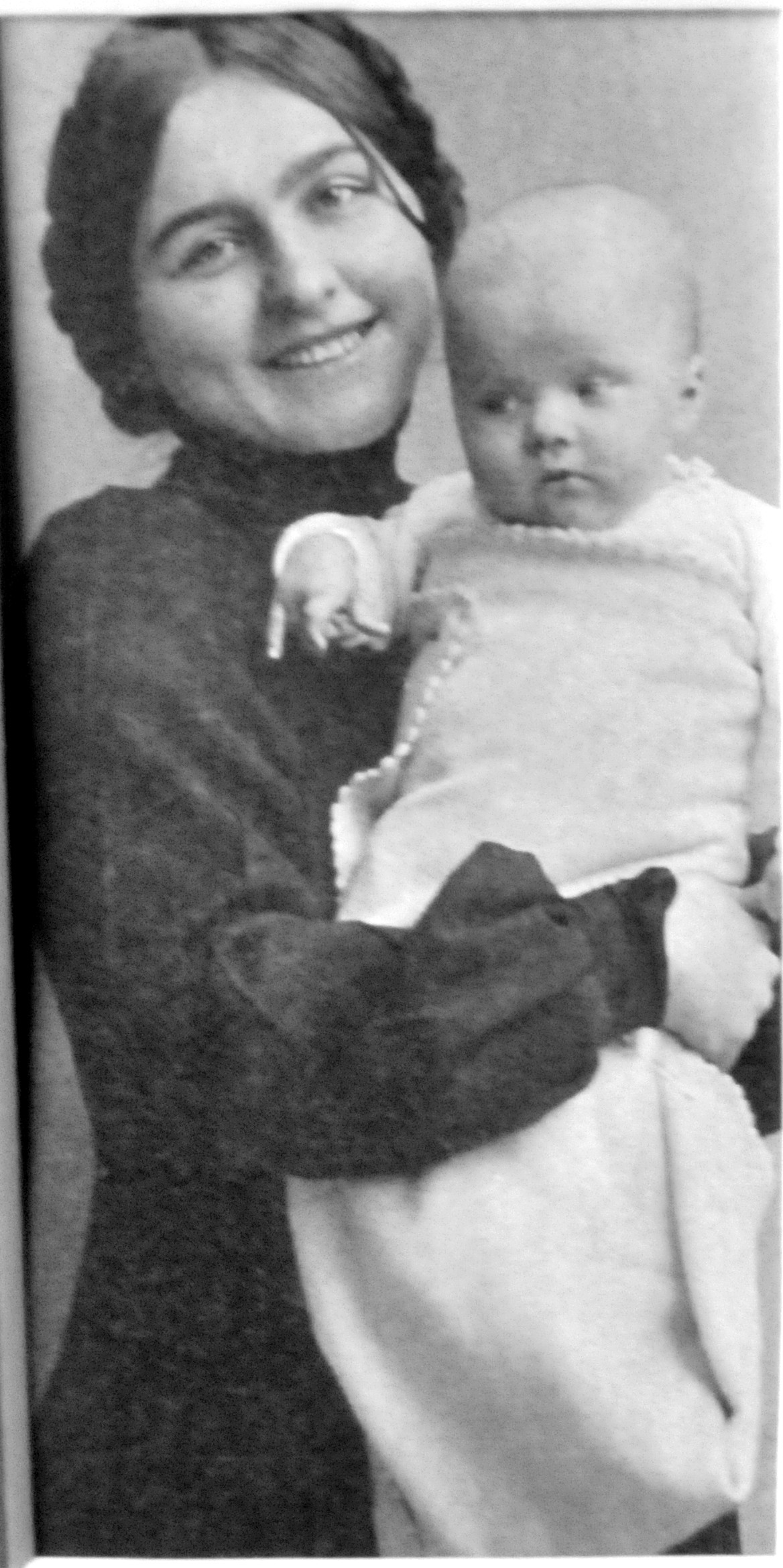
Кете с Марией
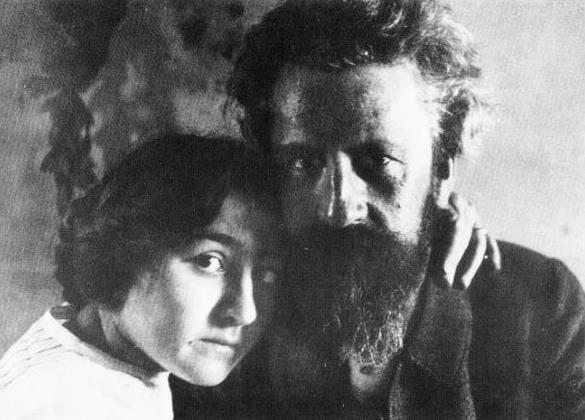
Кете с Максом Крузе в 1908 году
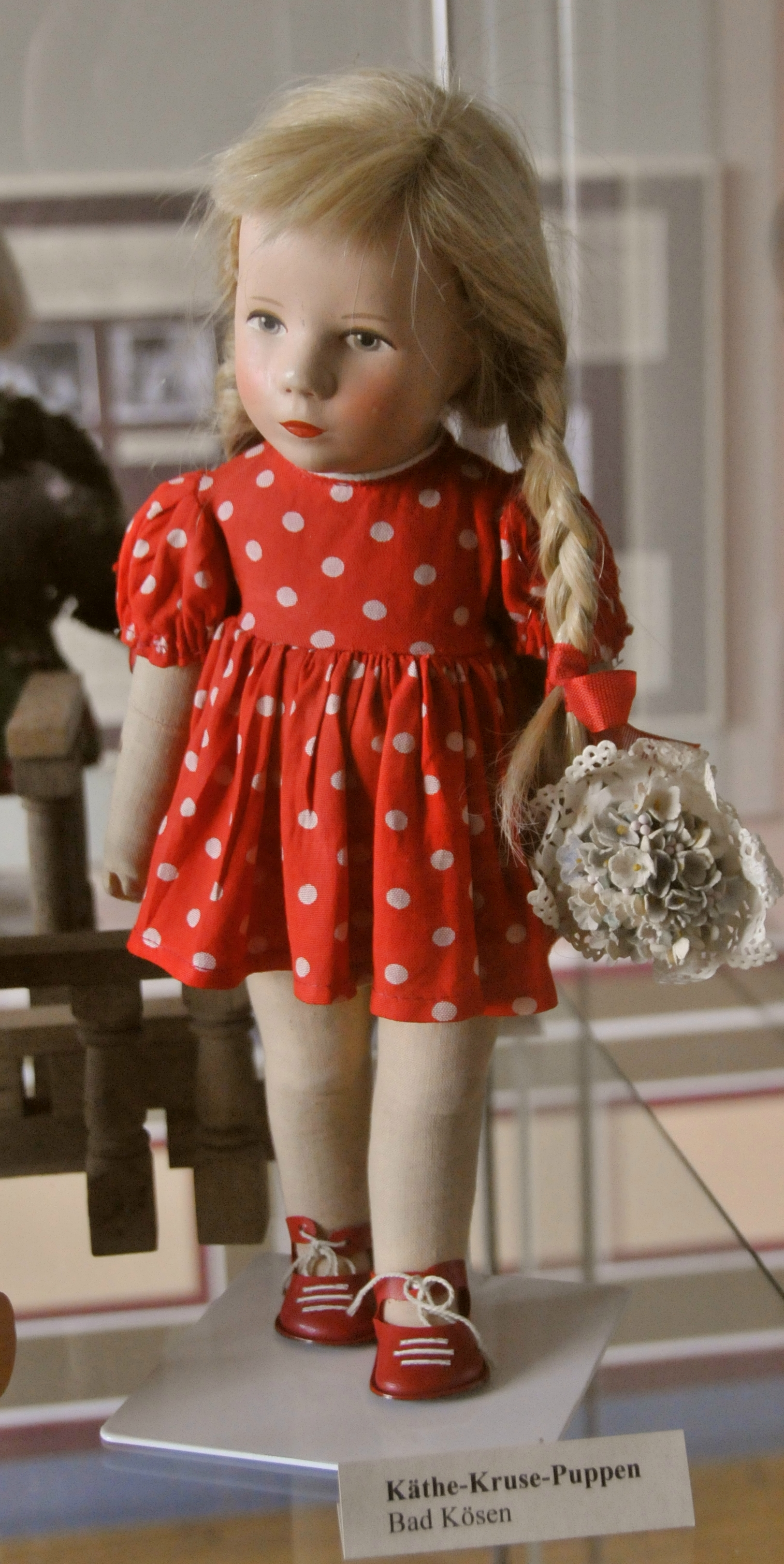
Кукла в музее

В Мюнхене после рождения третьей дочери 26-летняя Кете и 55-летний Макс стали официальной супружеской парой в 1909 году.
Кете начинала работать над выразительностью своих кукол под впечатлением от мимики в детских бюстах, которые она видела в мастерской своего мужа, в музейных экспонатах голландского скульптора Франсуа Дюкенуа.
Рождественская ярмарка 1910 года в берлинском торговом центре Ка-Де-Ве положила начало международному признанию таланта Кете Крузе. Ей предложили выставить свои работы в разделе «Самодельные игрушки», и куклы привлекли широкое внимание, вызвали живой отклик, пресса назвала творческие находки Кете яйцом Колумба. Повысился спрос на её игрушки, начали поступать заказы из США — сначала на 150, а затем на 500 кукол. Кете и Максу пришлось выделить в их берлинской квартире (на Фазаненштрассе) помещение под домашнюю мануфактуру для создания рукодельных кукол.
В 1912 году семья переехала из Берлина в Бад-Кёзен. Здесь Кете проявила свои предпринимательские способности, под её руководством были построены первые кукольные мастерские, разработаны более пятнадцати различных типов кукол. В 1925 году Кете Крузе выиграла судебный процесс против крупной корпорации Bing (Unternehmen), которая открыто продавала дешёвую имитацию под маркой «Кете-Крузе»-кукол. Впервые для создателей игрушек была предоставлена защита авторских прав.

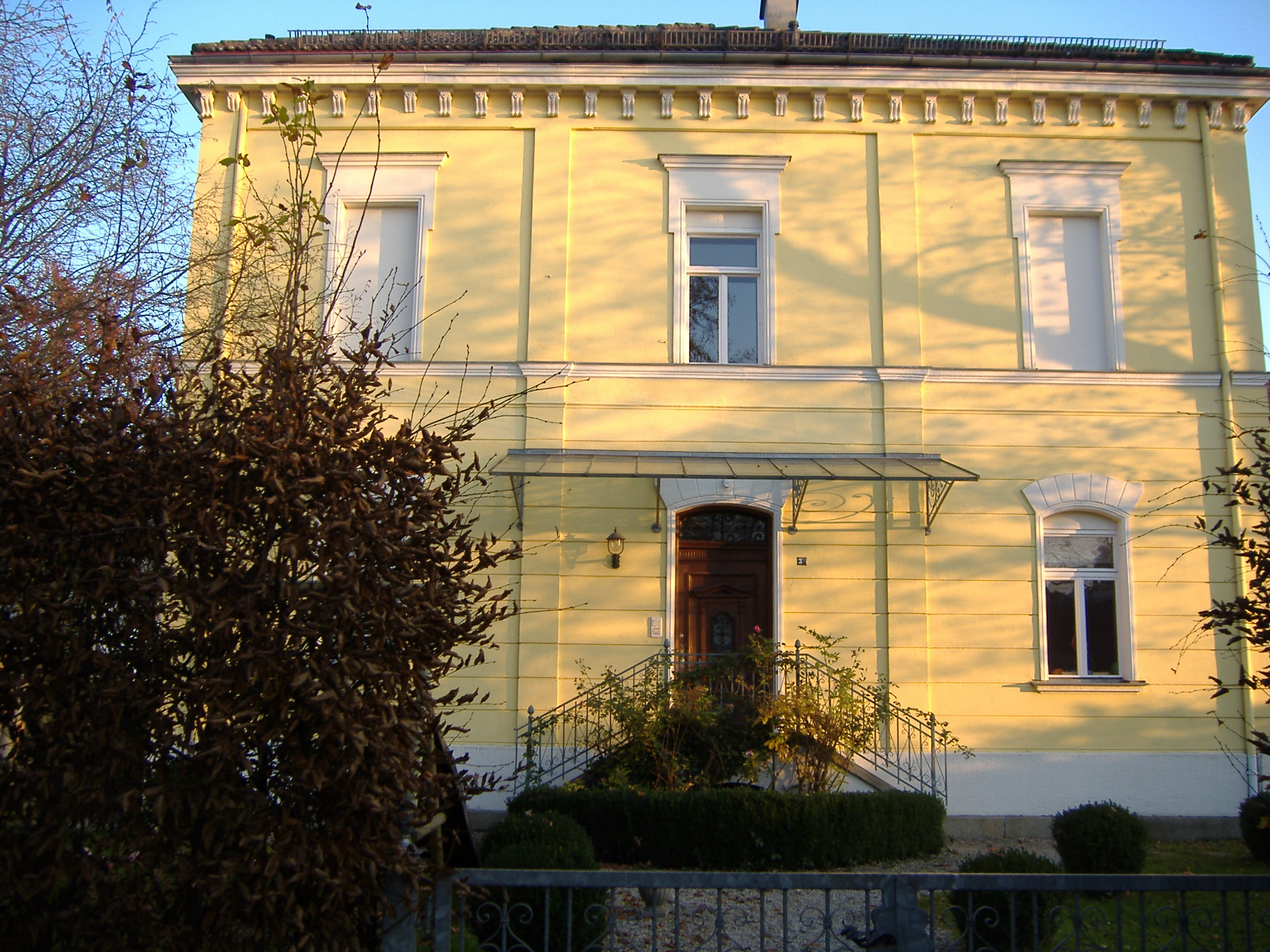
Вилла Кете Крузе в Донаувёрте

После войны в 1950 году, опасаясь экспроприации, Кете перевела производство из восточного сектора Германии на запад в баварский город Донаувёрт, где наследники Кете продолжают её дело до сих пор.
В замужестве Кете и Макс прожили больше тридцати лет, воспитав семерых детей. Во время войны на фронте погибли двое их сыновей. Макс Крузе скончался в 1942 году в Берлине на 88-м году жизни. В 1956 году Кете получила высокую награду — Орден «За заслуги перед Федеративной Республикой Германия». До старости она продолжала своё любимое дело. Скончалась 19 июля 1968 года в Мурнау-ам-Штаффельзе на 85-м году жизни, похоронена в Шефтларне.

## Участие в международных выставках
Презентация кукол на всемирных выставках каждый раз была успешной для Кете Крузе.
- В 1913 году она завоевала гран-при в Генте; получила большую золотую медаль во Флоренции; удостоилась первых призов во Франкфурте и Бреслау[7][10].
- В 1937 году гран-при Всемирной выставки в Париже заслужили куклы-манекены Кете Крузе для витрин магазинов[10].

Сама Кете считала случайностью собственные творческие достижения, объясняя их благоприятным стечением обстоятельств — новыми веяниями в педагогике, возросшим вниманием к индивидуальности ребёнка. Воплощение этих идей в «Кете-Крузе-куклах» стало залогом их успеха у детей и родителей.

## Современное производство и маркетинг

Логотип мануфактуры Кете Крузе

Кете Крузе придавала ручному созданию кукол особый смысл, так его формулируя:

Рука следует сердцу, поэтому только то, что создано руками, снова придёт к сердцу.
Оригинальный текст (нем.)Die Hand geht dem Herzen nach, denn nur die Hand kann erzeugen, was durch die Hand wieder zum Herzen geht.

Как и 100 лет назад, современная Кете-Крузе-манифактура в Донаувёрте продолжает работать, акцентируя индивидуальность создаваемых кукол.
В 1990 году в Латвии, в городе Елгава было открыто совместное латышско-немецкое предприятие, которое в 2013 году сменило владельца и является одним из крупнейших работодателей своего региона.

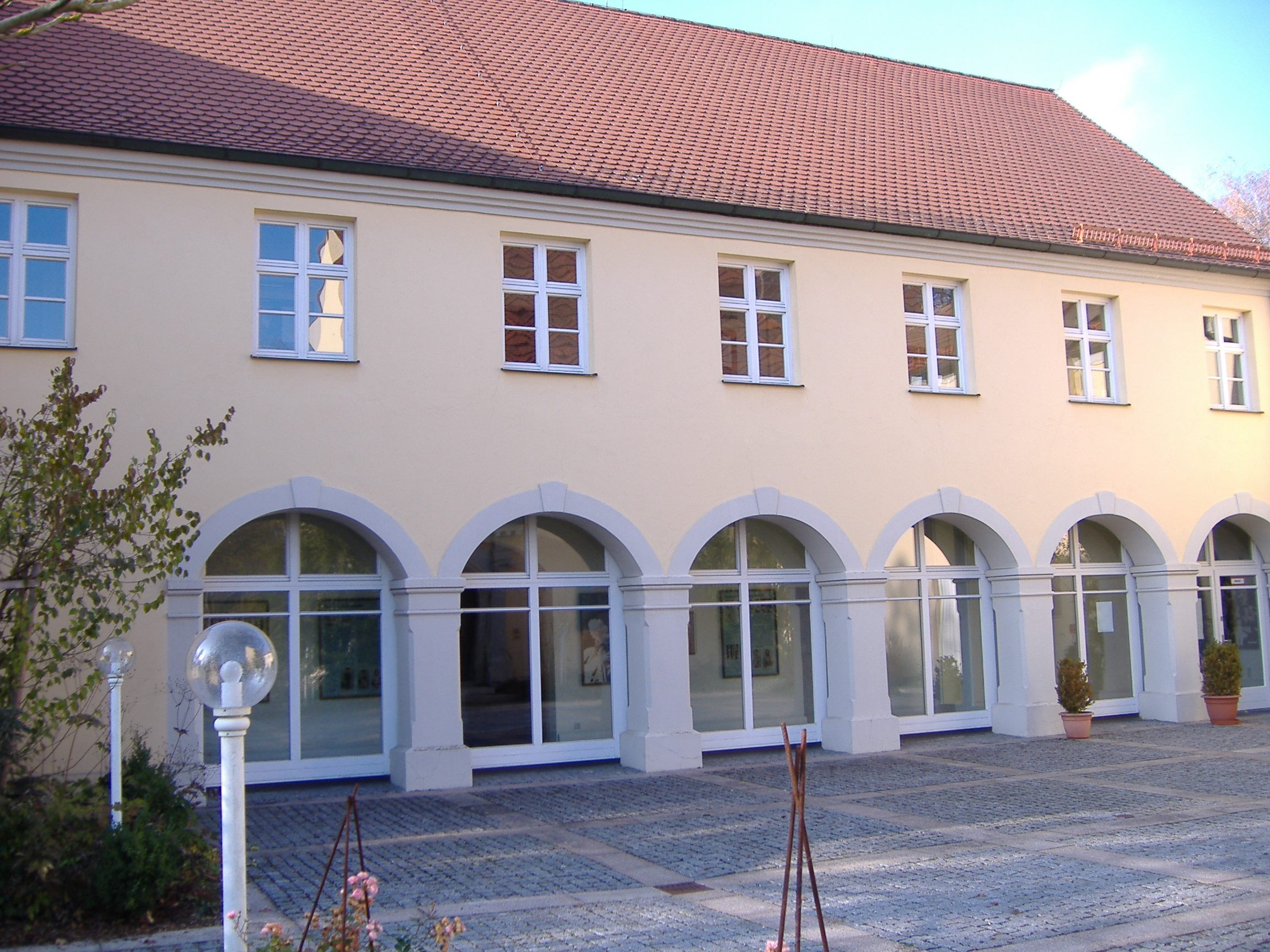
Музей кукол Кете Крузе в Донаувёрте
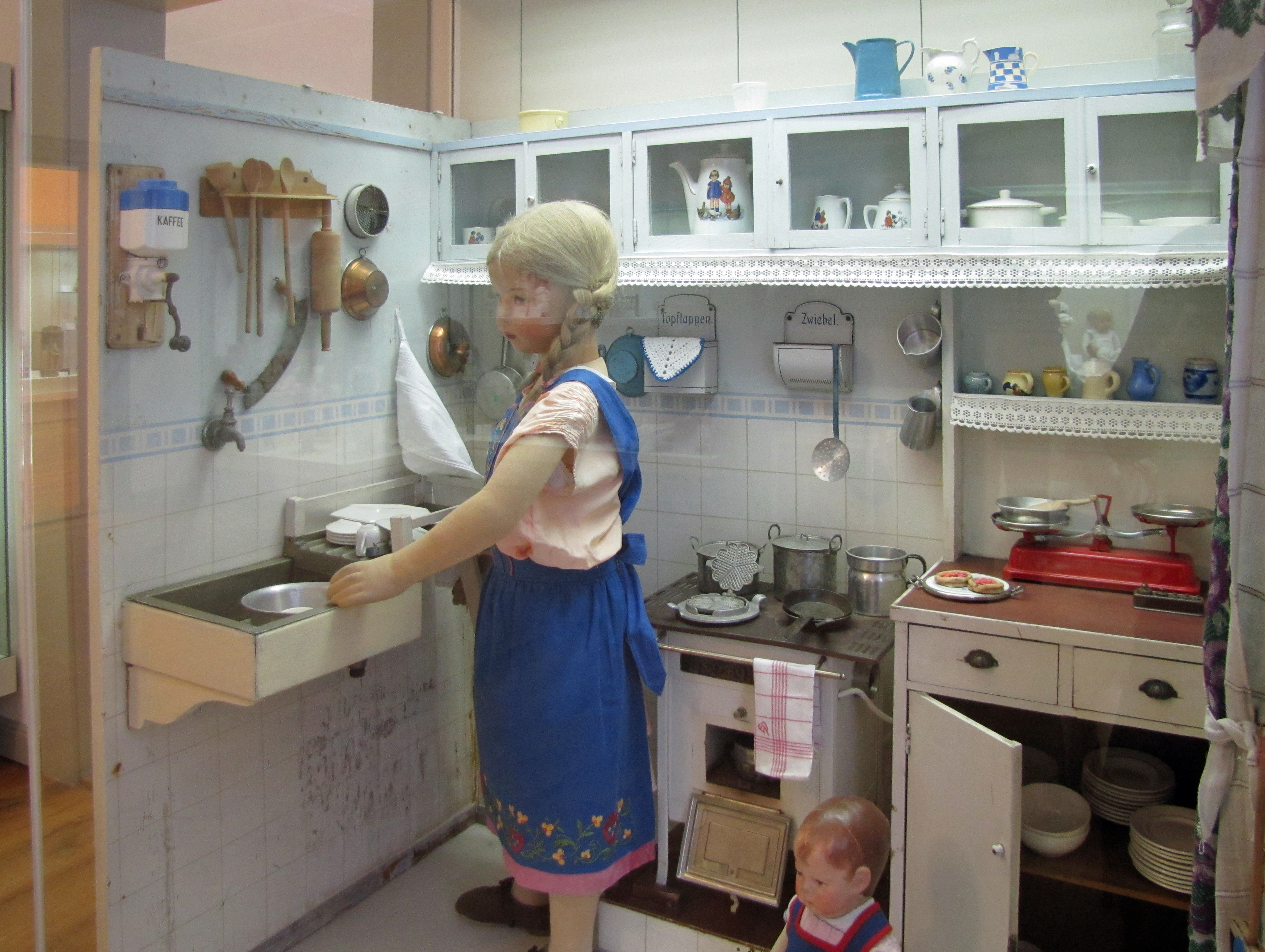
Куклы Кете Крузе в музее Ханау

## Телевизионные портреты
- Leonore Brandt, Dirk Otto; Käthe Kruse — Die Puppenmacherin und ihre große Liebe; in der Reihe «Geschichte Mitteldeutschlands», 45 минут, Средненемецкое телерадиовещание, первый выход в эфир: 24 октября 2010 (нем.).
- Gabriele Dinsenbacher: Puppenkinder — Das Leben der Käthe Kruse: 45 минут, Баварское телевидение, 1998 (нем.).
- «Кете Крузе» — телевизионный фильм, в главной роли Фридерике Бехт[нем.]; 88 минут, Das Erste, 2015 (нем.).